# Wyrzyki (Pułtusk)
Pour les articles homonymes, voir Wyrzyki.
Wyrzyki (prononciation : [vɨˈʐɨki]) est un village polonais de la gmina de Świercze dans le powiat de Pułtusk de la voïvodie de Mazovie dans le centre-est de la Pologne.
Il se situe à environ 3 kilomètres au nord-ouest de Świercze (siège de la gmina), 23 kilomètres à l'ouest de Pułtusk (siège du powiat) et à 55 kilomètres au nord de Varsovie (capitale de la Pologne).

## Histoire
De 1975 à 1998, le village appartenait administrativement à la voïvodie de Ciechanów.